# Staňkov (Plzeň)
Staňkov é uma cidade checa localizada na região de Plzeň, distrito de Domažlice.